# Frederick James Carmichael
Frederick James Carmichael (ur. 6 maja 1935 w Aklaviku) – kanadyjski pilot zawodowy, przedsiębiorca i działacz autochtoniczny.

## Życiorys
Urodził się 6 maja 1935 w położonym w delcie Mackenzie Aklaviku w kanadyjskich Terytoriach Północno-Zachodnich jako syn Franka Carmichaela, przybyłego do tej miejscowości w 1927 trapera, a następnie pierwszego pochodzącego z powszechnych wyborów członka Northwest Territories Legislative Council, oraz pochodzącej z rodu wodzów Kutchin (Gwichʼin) Caroline Kay. Pod wpływem poznanego w latach 50. XX w. ewangelickiego misjonarza, a także pilota, Dona Violette’a zdecydował się w Edmonton w prowincji Alberta podjąć studia (których nie ukończył) oraz uczęszczać tam na kurs pilotażu, który zakończył uzyskaniem (jako pierwszy przedstawiciel rdzennych mieszkańców Kanady) najpierw licencji pilota w 1954 lub w 1955, a w 1958 pilota zawodowego.
W 1959 lub 1960 był współwłaścicielem (a od 1969 jedynym właścicielem) firmy transportowej Reindeer Air Service Ltd. (od 1960 mieszczącej się w Inuviku, w którym mieszka Carmichael), operującej kilkudziesięcioma samolotami transportowymi Douglas DC-3 i Curtiss C-46 Commando oraz pasażerskimi Beechcraft Model 18, a sam jako pracodawca uchodził za osobę wspierającą rdzenną społeczność na Terytoriach Północno-Zachodnich. Wskutek licznych problemów, z jakimi borykała się Reindeer Air Service Ltd. w pierwszej połowie lat 70. XX w., Carmichael zdecydował się w 1975 na jej sprzedanie (niestety w związku z nierzetelnością kontrahentów był potem – aż do 1988 – zmuszony spłacać jej długi), a sam zatrudnił się jako pilot w firmie Kenn Borek Air Ltd. W 1982 zdecydował się, dysponując początkowo trzema samolotami, na poprowadzenie nowej firmy transportowej Antler Aircraft (powstałej w wyniku kupna Aklavik Flying Services), która w 1987 weszła w fuzję z należącym do dawnego współwłaściciela Reindeer Air Service Ltd. przedsiębiorstwem Ram Air, tworząc Western Arctic Air Ltd. (które była spółką Carmichaela z Mackenzie Delta Regional Corporation) Na początku lat 90. XX w. (po sprzedaży swoich udziałów w Western Arctic Air Ltd. Regionalnej Radzie Inuvialuitów) założył i zarządzał przez kilka lat (Western) Arctic Nature Tours Ltd., które było organizatorem lotów turystycznych, współpracując z lokalnymi operatorami turystycznymi i pracując też równocześnie jako pilot w firmie swojego syna Franka Arctic Wings and Rotors Ltd., mającej siedzibę w Inuviku Jego imię otrzymało w 1998 lotnisko w rodzinnym mieście – Aklavik/Freddie Carmichael Airport. Od 2016 członek Canadaʼs Aviation Hall of Fame.
Fred Carmichael zasiadał w radzie miejskiej Inuviku i był prezesem Métis Association. W 2000 został wybrany przewodniczącym Indiańskiej Gwichʼin Tribal Council, którym pozostawał do 2008, równocześnie piastując funkcję dyrektora generalnego Gwich’in Development Corporation. Jest członkiem założycielem Inuvik Aviation Council oraz jednym z pierwszych, a współcześnie dożywotnim członkiem Northern Air Transport Association (NATA) z siedzibą w Yellowknife. Od 2001 jest dyrektorem, a od roku następnego przewodniczącym przedsiębiorstwa Aboriginal Pipeline Group, w 2007 otrzymał nagrodę National Aboriginal Achievement Award w obszarze polityki. W 2008 zostało ufundowane stypendium Friends of Fred Carmichael Scholarship dla osób z regionu chcących uzupełnić swoją edukację. Został odznaczony w 2009 Orderem Kanady III klasy, w 2013 otrzymał doktorat honoris causa University of Saskatchewan, a od 2017 jest również posiadaczem Order of the Northwest Territories, odznaczony został także Queen Elizabeth II Golden Jubilee Medal, Queen Elizabeth II Diamond Jubilee Medal oraz Order of the Sash.